# Liste des espions de la guerre de Sécession
Cet article concerne une liste des espions de la guerre de Sécession.

## Confédérés

### Espions confédérés
- Belle Boyd
- James Dunwoody Bulloch
- Confederate Signal Bureau
- David Owen Dodd
- Antonia Ford
- Rose O'Neal Greenhow
- Henry Thomas Harrison
- Annie Jones
- Thomas Jordan
- Alexander Keith, Jr.
- William Norris
- Aaron Van Camp
- Marcus De'Graville
- Virginia Bethel Moon

## Union

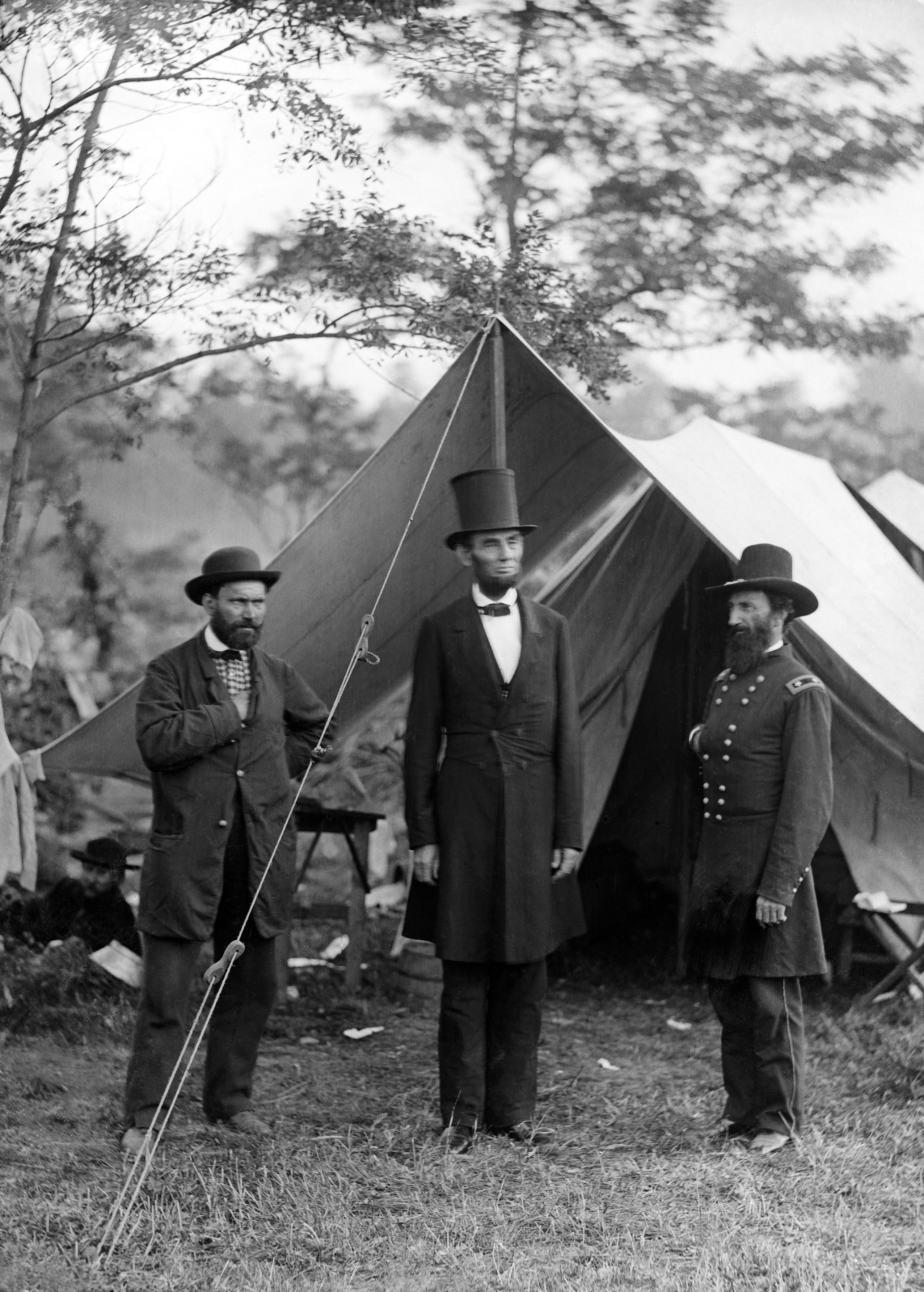
Allan Pinkerton (gauche) avec Abraham Lincoln

### Espions de l'Union
- James J. Andrews
- Lafayette C. Baker
- Spencer Kellogg Brown
- George Curtis
- Pauline Cushman
- Sarah Emma Edmonds
- Philip Henson
- Hattie Lawton
- Pryce Lewis
- Allan Pinkerton
- Albert D. Richardson
- John Scobell
- Harriet Tubman
- Elizabeth Van Lew
- Kate Warne
- Timothy Webster
- Henry Young